# Kimón
Kimón (řecky Κίμων; kolem 510 př. n. l. v Athénách – 449 př. n. l. u Kitionu na Kypru) byl athénský politik a vojevůdce, syn Miltiada, vítěze od Marathónu, a Hegesipylé, dcery thráckého knížete Olora.

## Život

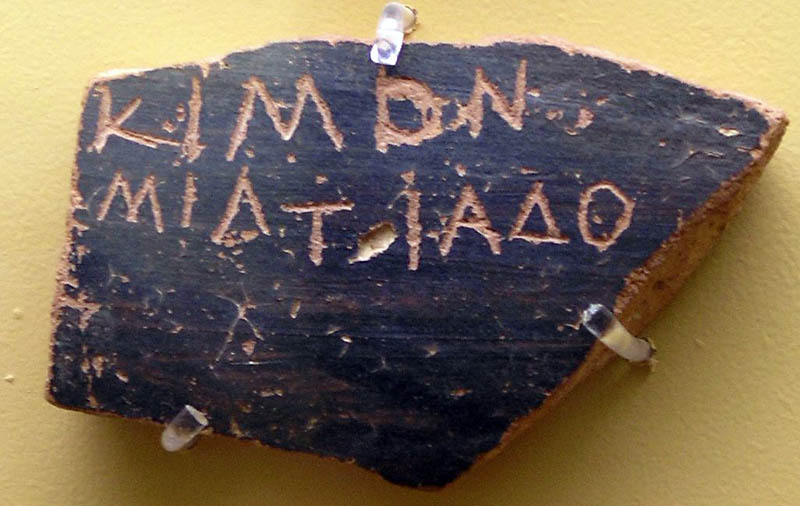
Střep s Kimónovým jménem použitý při ostrakismu

Do athénského politického života vstoupil, když zaplatil pokutu uloženou jeho otci Miltiadovi za nezdařenou výpravu proti Paru. Zpočátku však nebyl mnoho oblíben pro své aristokratické chování a povahu podobnou Sparťanům. Posléze se vyznamenal v druhé fázi řecko-perských válek jako podřízený velitel Aristeida, který v něm upevnil aristokratické smýšlení. Po založení délského spolku přivezl do Athén z námořní výpravy proti Thrákii a Skyru, jíž byl velitelem, domnělé Théseovy kosti, čímž si získal přízeň lidu.
Když byl podruhé zvolen velitelem loďstva, vypravil se roku 467 př. n. l. s dvěma sty loděmi ke karsko-lykijskému pobřeží, kde zřídil nový okres délského spolku („karský“) a v ústí řeky Eurymedon dosáhl rozhodného vítězství nad perským loďstvem, čímž bylo dokončeno osvobození maloasijských Řeků od perské nadvlády. Tímto byl vlastně završen cíl délského spolku, ale Kimón prosadil, aby byl nadále zachován. Navíc umožnil spojeneckým obcím vyplácet se ze své povinnosti dodávat lodě a vojsko, a stal se tak zakladatelem „athénské říše“.
Když mezitím zemřel Aristeidés a i Themistoklés byl vyobcován, stal se Kimón nejpřednějším politikem v Athénách. Obrovské jmění, které nabyl na vojenských výpravách, využíval ke stavebnímu zvelebení obce, která byla po řecko-perských válkách poničena. Opravil hradby Akropole, zřídil zde nový vstup, vysazoval stromy a připravoval též stavbu nového chrámu. Také přestavěl agoru. V politice Athén prosazoval svůj kladný vztah ke Spartě a snažil se s ní zachovávat mír, neboť v tom spatřoval stabilitu Řecka a tím i prosperitu pro Athény. To však bylo v rozporu s míněním stoupenců demokracie, zejména Perikla, který již tehdy působil v politice.
V čele athénského vojska potlačil vzpouru Thasu, který se chtěl od Athén odvrátit, a posléze roku 462 př. n. l. byl vyslán s intervenčním vojskem na pomoc Spartě, kde mezitím propukla vzpoura heilótů – třetí messenská válka. Demokratičtí vůdci se stavěli proti intervenci, ale Kimón ji svojí autoritou prosadil. Výprava však nedopadla dobře, neboť Sparťané ztratili důvěru v athénské vojsko a raději je poslali zpět. To způsobilo v Athénách, kde mezitím upevnili své pozice demokratičtí politici Periklés a Efialtés, značné rozhořčení a na jaře roku 461 př. n. l. byl Kimón ostrakizován.
Za čtyři roky byl na návrh Periklův povolán zpět, ale svůj politický vliv již nezískal – přesto pomáhal v roce 450 př. n. l. sjednat čtyřletý mír se Spartou. Roku 449 př. n. l. mu bylo opět svěřeno velení loďstva při výpravě na Kypr, v průběhu vojenských operací však Kimón onemocněl a zemřel. Předtím nařídil s ohledem na morálku vojska, aby jeho smrt byla nějaký čas tajena. Pohřben byl v rodinné hrobce v Athénách.
Kimón nedosahoval Periklova politického rozhledu, ale převyšoval jej svým všeřeckým vlastenectvím, neboť zastával názor, že mocné a prosperující Řecko lze vytvořit jen spoluprací jeho předních států, totiž Sparty a Athén.